# Setge de Cesaraugusta (652)
El Setge de Cesaraugusta de 652 tingué lloc durant la revolta de Froia contra Recesvint

## Antecedents
Recesvint va ser associat al tron el 649, corregnant amb l'ancià Khindasvint, i va començar a governar en solitari a la tardor del 652 (o del 653), i probablement el mateix 652 va esclatar una àmplia rebel·lió encapçalada per Froia, un noble visigot que oposat a la designació de Recesvint va fugir a Aquitània i va aconseguir el lideratge dels refugae, i obtenir el suport dels vascons d'Aquitània, i probablement a través d'ells, dels vascons que habitaven al sud dels Pirineus.
Quan els vascons van descendir per la vall de l'Ebre l'estiu del 652, Froia va reunir als seus i a contingents vascons d'Aquitània i es va presentar davant Cesaraugusta posant a prova l'eficàcia de Recesvint. La Tarraconense va ser devastada amb més virulència que en ocasions anteriors. Els exiliats van haver de posar tots els seus efectius en joc, i l'ajuda dels vascons es considerava molt important doncs la seva salvatgia i la seva habilitat en la lluita guerrillera distreien moltes forces visigodes. Els vascons se'n van emportar milers de presoners i un important botí, deixant la regió sembrada de cadàvers, no respectant els clergues, esglésies o altars.

## El setge
Les forces de Froia i els vascons van assetjar Cesaraugusta. En una carta al bisbe de Barcino Quirze, el bisbe Taió narra com res podia fer durant el dia pels perills que amenaçaven als habitants de la ciutat, i la impossibilitat d'abandonar la ciutat per marxar al camp (degut sens dubte a la presència de les forces assetjadores).
El novembre de 652, després d'enterrar Khindasvint, les forces de Recesvint arribaren a Cesaraugusta, però el gruix dels grups vascons haurien tornat a les seves muntanyes, i els exiliats es van disposar a fer front a l'exèrcit reial amb la presència únicament del contingent vascó d'Aquitània. El fet que, malgrat no haver pres Saragossa (encara que segurament dominaven altres places) no haguessin tornat a Aquitània o França al final del bon temps, indicaria que la lluita es plantejava en termes decisius. Era l'últim intent, el més fort. En cas de derrota el poder reial es reforçaria mentre que els exiliats quedarien debilitats de manera irreversible.
La batalla decisiva sembla haver-se lliurat el desembre, i Recesvint va obtenir una victòria completa. Centenars de partidaris de Froia, que exercia el títol reial, van morir en la lluita, i el mateix cap rebel sembla que va ser capturat i executat amb rapidesa.

## Conseqüències
Alguns rebels van poder tornar a Aquitània, però la majoria va morir o va ser capturats. Després de diversos mesos de guerra civil i quatre anys d'agitació, del 649 al 653 Recesvint aconseguia pacificar el Regne de Toledo, amb l'única excepció de les ràtzies dels vascons, mai resoltes.